# The Night Shift
The Night Shift ist eine US-amerikanische Krankenhausserie, die seit dem 27. Mai 2014 auf NBC ausgestrahlt wurde. In Deutschland war sie seit dem 2. September 2014 auf dem Pay-TV-Sender FOX zu sehen, in Österreich sendete der ORF seit August 2016.
Im Oktober 2017 gab NBC bekannt, dass die Serie nach vier Staffeln eingestellt wird.
Alle vier Staffeln sind zurzeit (2023) bei den Streaming-Diensten von Netflix, Microsoft und Amazon erhältlich, Google Play bietet derzeit nur drei Staffeln und maxdome nur zwei Staffeln an.

## Handlung
Die Serie folgt dem Leben der Mitarbeiter, die in der Nachtschicht in der Notaufnahme des San Antonio Memorial Hospital arbeiten. Mehrere Mitarbeiter waren früher in der US Army tätig. Hauptfiguren sind der frühere Armyarzt und Ranger TC Callahan, seine frühere Freundin Jordan Alexander, welche zeitweise Schichtleiterin ist, der Army-Reserve Arzt Drew Alister und der Arzt Topher Zia. Weitere wichtige Personen sind Landry de la Cruz, Paul Cummings,  Krista Bell-Hart,  Kenny und Michael Ragosa.

## Besetzung und Synchronisation
Die deutsche Synchronisation entsteht nach dem Dialogbuch von Marika von Radvanyi, Roland Frey, Andrea Wick und Katharina Seemann und unter der Dialogregie von Marika von Radvanyi durch die Synchronfirma Scalamedia GmbH in München.

### Hauptbesetzung
| Rolle                        | Schauspieler      | Hauptrolle (Episoden) | Nebenrolle (Episoden) | Synchronsprecher    |
| ---------------------------- | ----------------- | --------------------- | --------------------- | ------------------- |
| Thomas Charles „TC“ Callahan | Eoin Macken       | 1.01–4.10             |                       | Stefan Günther      |
| Jordan Elizabeth Alexander   | Jill Flint        | 1.01–4.10             |                       | Christine Stichler  |
| Christopher „Topher“ Zia     | Ken Leung         | 1.01–3.13             |                       | Alexander Brem      |
| Andrew „Drew“ Alister        | Brendan Fehr      | 1.01–4.10             |                       | Benedikt Gutjan     |
| Paul Cummings                | Robert Bailey Jr. | 1.01–4.10             |                       | Tim Schwarzmaier    |
| Krista Bell-Hart             | Jeananne Goossen  | 1.01–2.14             |                       | Michelle Winter     |
| Kenny Fournette              | JR Lemon          | 1.01–4.10             |                       | Paul Sedlmeir       |
| Michael Ragosa               | Freddy Rodríguez  | 1.01–2.14             |                       | Patrick Schröder    |
| Landry de la Cruz            | Daniella Alonso   | 1.01–1.08             |                       | Melanie Manstein    |
| Scott Clemmens               | Scott Wolf        | 3.01–4.10             | 1.04–2.14             | Pascal Breuer       |
| Sara                         | Trina E. Siopy    | 3.03–4.10             |                       | Stefanie Dischinger |

### Nebendarsteller
| Rolle                 | Schauspieler    | Nebenrolle (Staffel) | Synchronsprecher  |
| --------------------- | --------------- | -------------------- | ----------------- |
| Dwayne                | Marc Comstock   | 1                    | Wolfgang Haas     |
| Schwester Molly Ramos | Esodie Geiger   | 1 – 4.10             | Dorothea Anzinger |
| Rick Lincoln          | Luke Macfarlane | 1 – 4.10             | Julian Manuel     |
| Joey Chavez           | Adam Rodriguez  | 2                    | Florian Halm      |
| Gwen Gaskin           | Merle Dandridge | 2 – 3                |                   |

## Produktion und Ausstrahlung
Die Serie wurde seit 2014 von Sony Pictures Television produziert und in Albuquerque, New Mexico gedreht. Die erste Staffel umfasste acht Episoden.
Anfang Juli 2014 wurde die Serie um eine zweite Staffel, bestehend aus 14 Episoden, verlängert. Die Ausstrahlung erfolgte seit dem 23. Februar 2015.
Die Verlängerung um eine dritte Staffel erfolgte Anfang Mai 2015. Die vierte Staffel wurde 2017 in NBC ausgestrahlt. Seit dem 22. September 2019 ist diese auf Netflix in Deutsch verfügbar.